# Velocitat equivalent

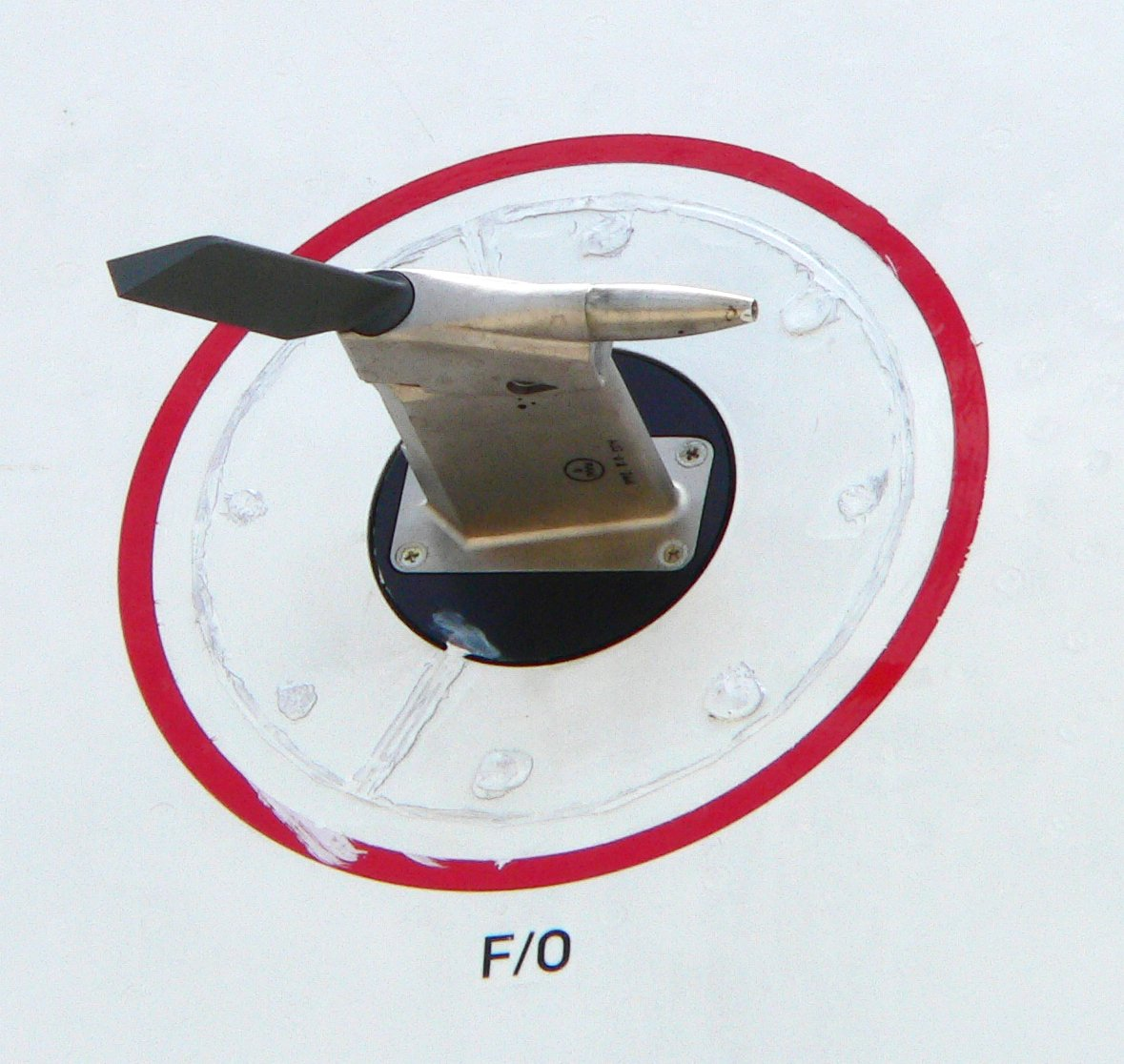
Tub de Pitot utilitzat en aeronaus per mesurar la velocitat

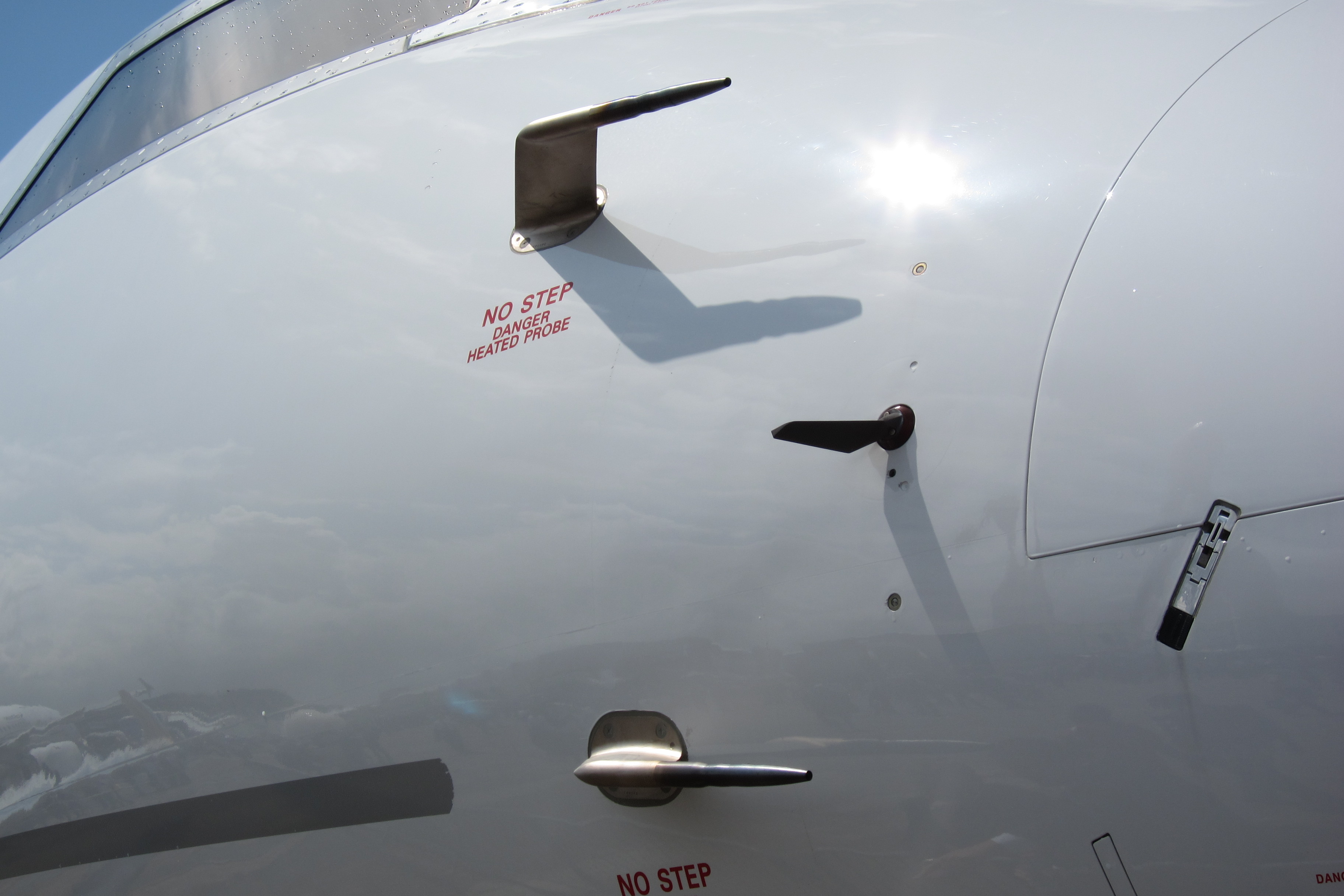
Dos tubs de pitot instal·lats en un avió Bombardier Global 6000

La velocitat equivalent o EAS (equivalent airspeed, per les seves sigles en anglès) és un càlcul utilitzat principalment en navegació aèria que proporciona informació rellevant sobre les condicions de vol.
És la velocitat equivalent que tindria una aeronau a nivell del mar que produís la mateixa pressió dinàmica incompresible que la velocitat vertadera a l'altura en què l'aeronau es desplaça. També se la defineix com la correcció de la velocitat calibrada (Calibrated Air Speed en anglès, CAS) per l'error de compresibilitat adiabàtica a l'altitud de vol corresponent.
Se l'expressa amb la següent equació:
{\displaystyle EAS=TAS\times {\sqrt {\frac {\rho }{\rho _{0}}}}}
on:
 {\displaystyle EAS} : velocitat equivalent de l'aire
 {\displaystyle TAS} : velocitat vertadera 
 {\displaystyle \rho \,} : és la densitat actual de l'aire 
 {\displaystyle \rho _{0}\,}: és la densitat a nivell del mar (1.225 kg/m³)
La velocitat equivalent de l'aire és funció de la pressió dinàmica:

{\displaystyle EAS={\sqrt {\frac {2q}{\rho _{0}}}}}
on:
{\displaystyle {q}\,}: és pressió dinàmica i es compleix que:
{\displaystyle q={\tfrac {1}{2}}\,\rho \,v^{2},}
(aquesta equació requereix un sistema d'unitats coherent)
També es pot obtenir una definició a partir del nombre Mach de l'aeronau i la pressió estàtica:
{\displaystyle EAS={a_{0}}M{\sqrt {P \over P_{0}}}}
on:
 {\displaystyle {a_{0}}\,}: és la velocitat del so a 15 °C
 {\displaystyle M\,}: és el nombre Mach
 {\displaystyle P\,}: és la pressió estàtica
 {\displaystyle P_{0}\,}: és la pressió estàndard a nivell del mar (1013.25 hPa)
A la pressió estàndard al nivell del mar, la velocitat calibrada o indicada CAS i la velocitat equivalent són iguals. És gairebé menyspreable la diferència entre les dues pressions fins al voltant dels 200 nusos CAS i 3000 metres. No obstant això, a velocitats elevades i altituds superiors ha de ser corregit l'error de compresibilitat per determinar de manera precisa la velocitat equivalent.

## Mesurament
Les indicacions i mesuraments de la velocitat de l'aire en una aeronau es realitzen a través d'un indicador de velocitat connectat a un sistema de pitot estàtic. Aquest element, compost per sondes, proporciona informació de la velocitat de desplaçament de l'aeronau en relació amb la massa d'aire circumdant, la qual cosa permet determinar la velocitat aèria calibrada (CAS), la que, corregint certs valors, ens dona la velocitat equivalent.